# Tesáre
Tesáre (bis 1948 slowakisch „Tesáry“; ungarisch Nyitrateszér – bis 1907 Teszér) ist eine slowakische Gemeinde im Okres Topoľčany und im Nitriansky kraj mit 704 Einwohnern (Stand 31. Dezember 2024).

## Geographie
Die Gemeinde befindet sich am Übergang vom Hügelland Nitrianska pahorkatina in die südöstlichen Hänge des Gebirges Považský Inovec, am Oberlauf des Baches Zľavský potok im Einzugsgebiet der Nitra, die oberhalb des Ortes im kleinen Stausee Tesáre aufgestaut ist. Das Ortszentrum liegt auf einer Höhe von 207 m n.m. und ist neun Kilometer von Topoľčany entfernt.
Nachbargemeinden sind Závada im Norden, Velušovce im Nordosten, Jacovce im Osten, Kuzmice im Süden, Bojná im Westen und Podhradie im Nordwesten.

## Geschichte

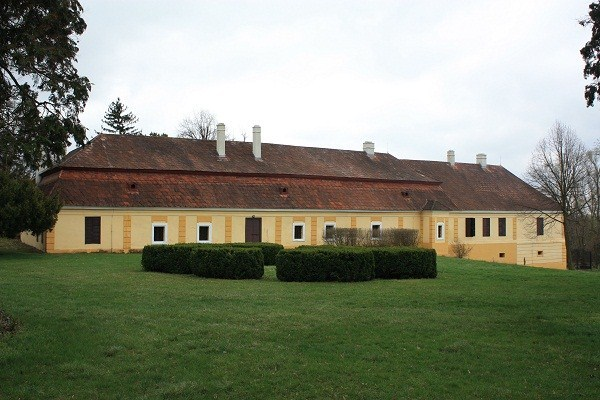
Landschloss in Tesáre

Tesáre wurde zum ersten Mal 1390 als Thezer schriftlich erwähnt und lag zuerst im Herrschaftsgebiet von Topoltschan, im 16. Jahrhundert ging der Besitz teilweise zum Graner Kapitel sowie dem örtlichen Landadel. 1559 wurde der Ort von den Türken verwüstet. 1570 gab es Weingärten, eine Mühle, 13 Ansiedlungen und neun Familien. 1720 gab es zwei Mühlen und 16 Haushalte, 1787 hatte die Ortschaft 41 Häuser und 263 Einwohner. 1828 zählte man 34 Häuser und 237 Einwohner, die als Landwirte und Winzer beschäftigt waren. Nach 1902 wurde der Ort Kokošová (damals ungarisch Kakasfalu, erstmals urkundlich 1265 erwähnt) eingemeindet.
Bis 1918 gehörte der im Komitat Neutra liegende Ort zum Königreich Ungarn und kam danach zur Tschechoslowakei beziehungsweise heute Slowakei.

## Bevölkerung
| Jahr                | 1994 | 2004    | 2014    | 2024    |
| ------------------- | ---- | ------- | ------- | ------- |
| Anzahl der Personen | 685  | 725     | 727     | 704     |
| Unterschied         |      | +5,83 % | +0,27 % | −3,16 % |

| Jahr                | 2023 | 2024    |
| ------------------- | ---- | ------- |
| Anzahl der Personen | 700  | 704     |
| Unterschied         |      | +0,57 % |

Gemäß der Volkszählung 2011 wohnten in Tesáre 712 Einwohner, davon 690 Slowaken sowie jeweils ein Magyare, Russine und Tscheche. Ein Einwohner gab eine andere Ethnie an und 18 Einwohner machten keine Angabe zur Ethnie.
623 Einwohner bekannten sich zur römisch-katholischen Kirche, sechs Einwohner zur Evangelischen Kirche A. B., jeweils vier Einwohner zur griechisch-katholischen Kirche und zur orthodoxen Kirche, zwei Einwohner zu den Baptisten, ein Einwohner zu den Zeugen Jehovas und zwei Einwohner zu einer anderen Konfession. 35 Einwohner waren konfessionslos und bei 35 Einwohnern wurde die Konfession nicht ermittelt.

## Bauwerke und Denkmäler
- römisch-katholische Kirche in Tesáre, 1840 umgebaut und erweitert
- Landschloss und Park im ehemaligen Ort Kokošová aus der zweiten Hälfte des 18. Jahrhunderts
- Kapelle aus dem Jahr 1712 in Kokošová